# Kateryna Zelenyj
Kateryna Zelenyj (en ucraniano: Катерина Зелених; Artémivsk, Ucrania, 31 de enero de 2001) es una deportista rumana de origen ucraniano que compite en lucha libre.
Ganó una medalla de plata en el Campeonato Mundial de Lucha de 2024 y dos medallas de plata en el Campeonato Europeo de Lucha, en los años 2024 y 2025.

## Palmarés internacional
| Campeonato Mundial | Campeonato Mundial      | Campeonato Mundial | Campeonato Mundial |
| Año                | Lugar                   | Medalla            | Categoría          |
| ------------------ | ----------------------- | ------------------ | ------------------ |
| 2024               | Tirana (Albania)        | Medalla de plata   | 65 kg              |
| Campeonato Europeo |                         |                    |                    |
| Año                | Lugar                   | Medalla            | Categoría          |
| 2024               | Bucarest (Rumania)      | Medalla de plata   | 65 kg              |
| 2025               | Bratislava (Eslovaquia) | Medalla de plata   | 68 kg              |